# Ben Lui
Ben Lui (Schots-Gaelisch: Beinn Laoigh) is een berg in de zuidelijke Schotse Hooglanden in Schotland. Het is een Munro met een hoogte van 1130 meter, die zich bevindt in het noordoosten van Argyll. Het is de hoogste top in een bergkam met drie andere Munro's. Er lopen vijf kammen vanaf de top met vier keteldalen ertussen.

## Landschap
Ben Lui is de hoogste en beroemdste van een groep van vier Munro's die ten zuiden van Glen Lochy liggen, en ongeveer 10 kilometer ten noorden van Loch Lomond. De andere drie Munro's zijn de Beinn a' Chleibh, de Ben Oss en de Beinn Dubhchraig. 
Ben Lui ligt op de waterscheiding van Schotland. Het water stroomt in drie verschillende richtingen: in het oosten naar de Tay en de Noordzee, in het zuiden naar Loch Lomond en de Firth of Clyde, in het westen naar de Lochy en de Atlantische Oceaan. Er is ontdekt dat een meertje op de helling van Ben Lui de bron is van de Tay, de langste rivier van Schotland.
Ben Lui en andere toppen waren vroeger een nationaal park. De kliffen en rotspartijen zijn bijzonder vochtig en de zuurgraad van de bodem is lager dan normaal. Dit leidt tot een ongewoon weelderige groei van bergplanten, waarbij vooral steenbreek, mossen en korstmossen duidelijk zichtbaar zijn.

## Beklimming
De eenvoudigste en kortste beklimming van Ben Lui kan worden gemaakt vanuit Glen Lochy, vlak bij het punt waar de Burn of Eas Daimh in de Lochy stroomt. Een pad leidt omhoog door een bosgebied en vervolgens naar de noordwestelijke bergkam, waar de top na iets meer dan drie kilometer wordt bereikt. De afdaling kan worden gevarieerd door een bezoek te brengen aan de Beinn a' Chleibh, die twee kilometer naar het zuidwesten ligt. 
Een beklimming vanuit het oosten zorgt voor waardering van het meest gevierde kenmerk van de berg, de rotsachtige cirkelvormige kom van Coire Gaothaich. Men kan starten vanaf station Tyndrum Lower, vanuit Dalrigh in Strath Fillan. De paden vanaf deze startpunten komen bij elkaar en volgen vervolgens Glen Cononish, bekend om zijn goudmijn, tot aan de voet van Ben Lui. Vanaf hier volgt de route de noordelijke bergkam, Stob Garbh, naar de top, een afstand van ongeveer negen kilometer. Deze route is bijzonder verraderlijk in de winter, zelfs tot in april, wanneer het laatste derde deel van de klim vaak extreem ijskoud is. Bovendien kan het bij slecht zicht uiterst moeilijk zijn om door de rotsen rond de bovenrand van de Coire Gaothaich te navigeren.
Door af te dalen via de zuidoostelijke bergkam kan de wandelaar ervoor kiezen om Ben Oss (en mogelijk Beinn Dubhcraig) in de route op te nemen voordat hij terugkeert naar de startlocatie. Als er vervoer kan worden geregeld, kan een redelijk fitte bergwandelaar alle vier de Munro's van de Ben Lui-groep op een dag doorkruisen.